# Лайн (Граубюнден)
Лайн (нем. Lain GR) — населённый пункт в Швейцарии, в кантоне Граубюнден. 
Входит в состав региона Альбула. Находится в составе коммуны Вац. Население составляет 2641 человек (на 2005 год). 

## Фотографии

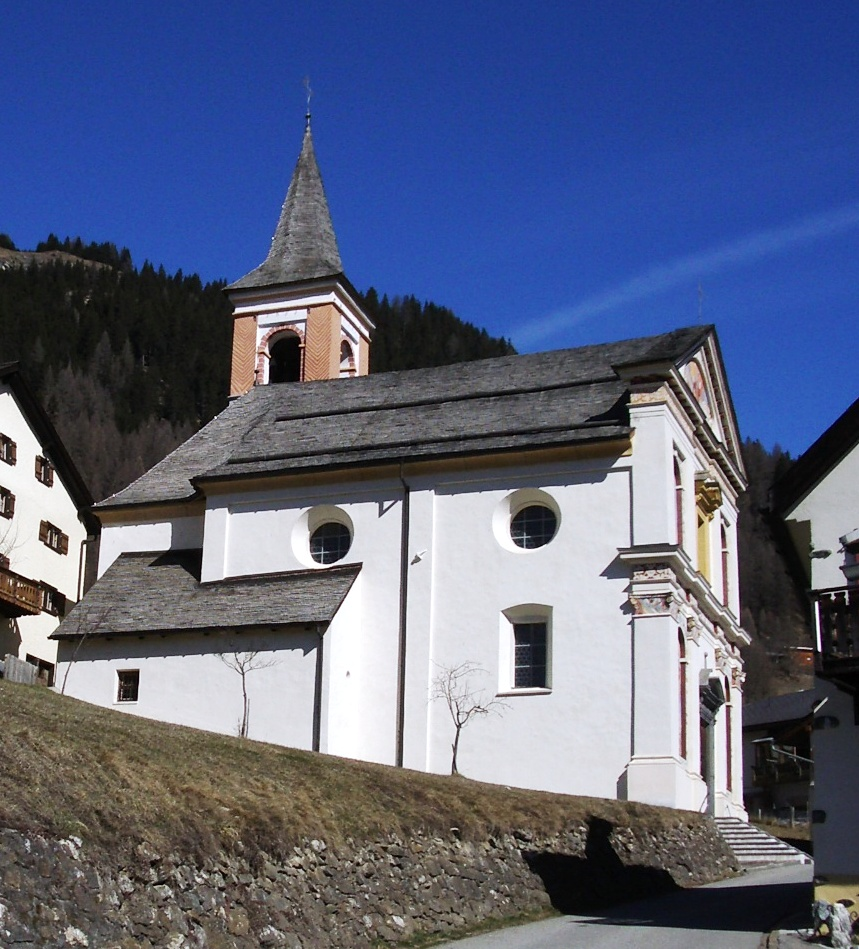
Церковь
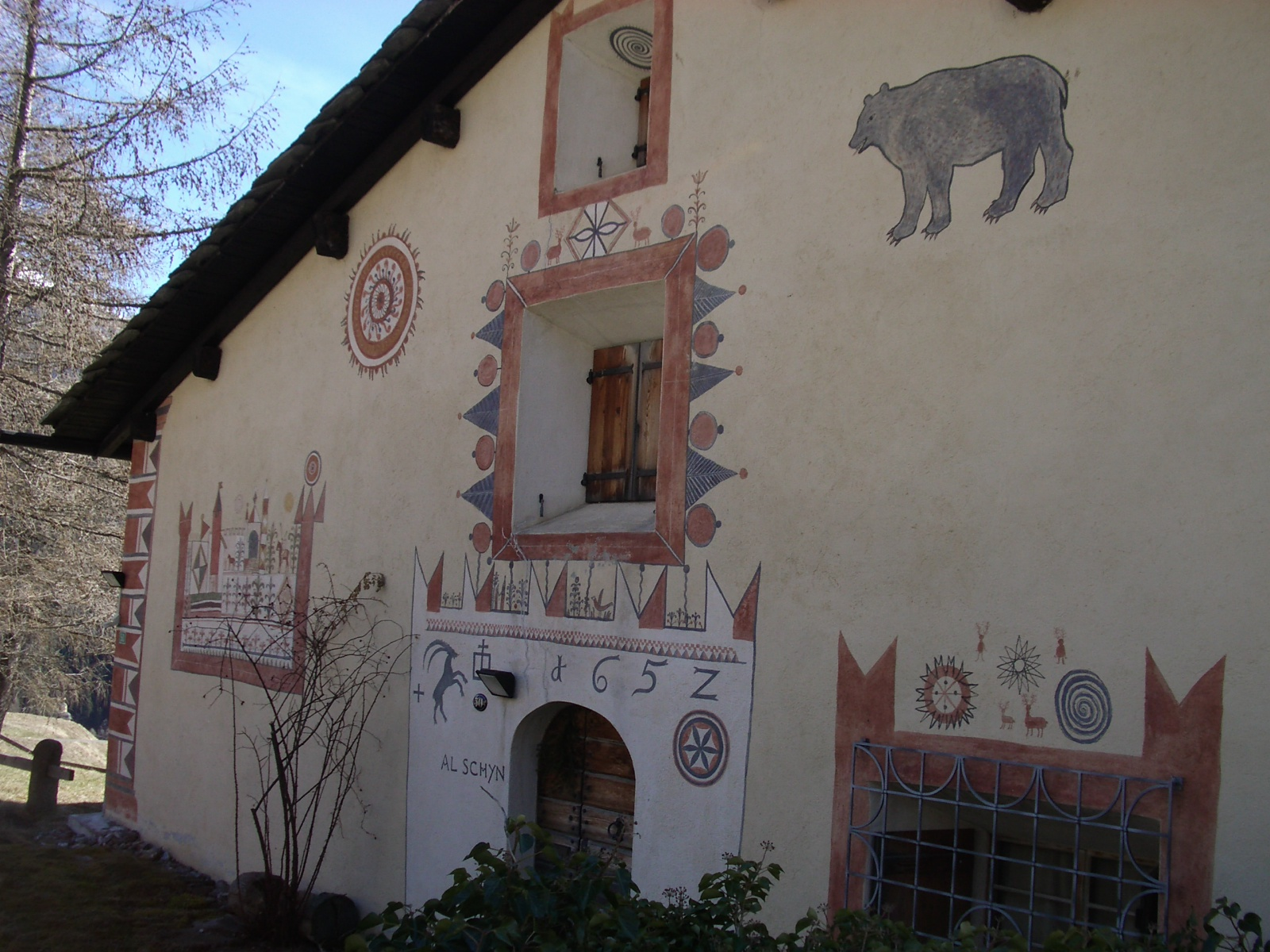
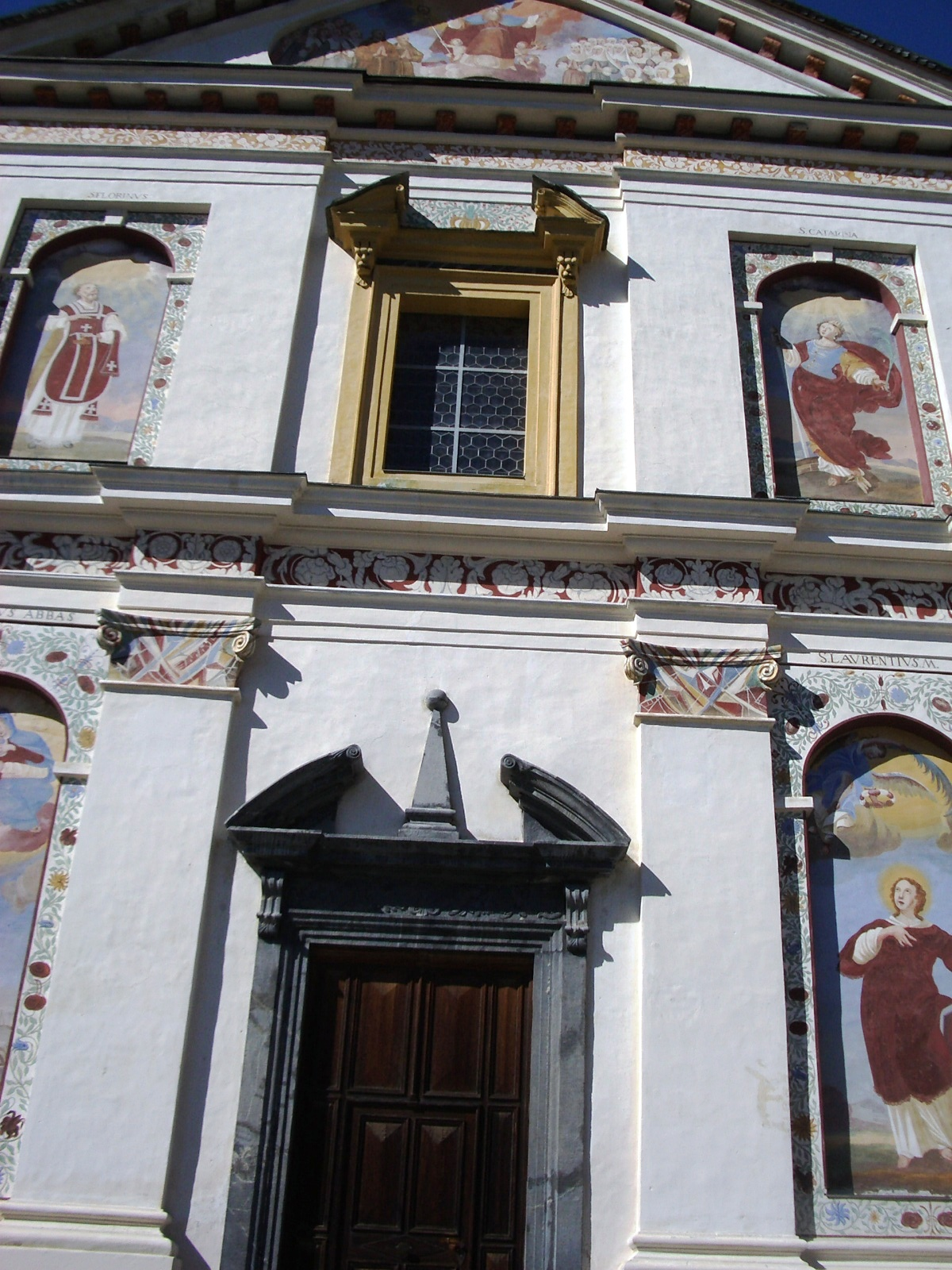
Церковь
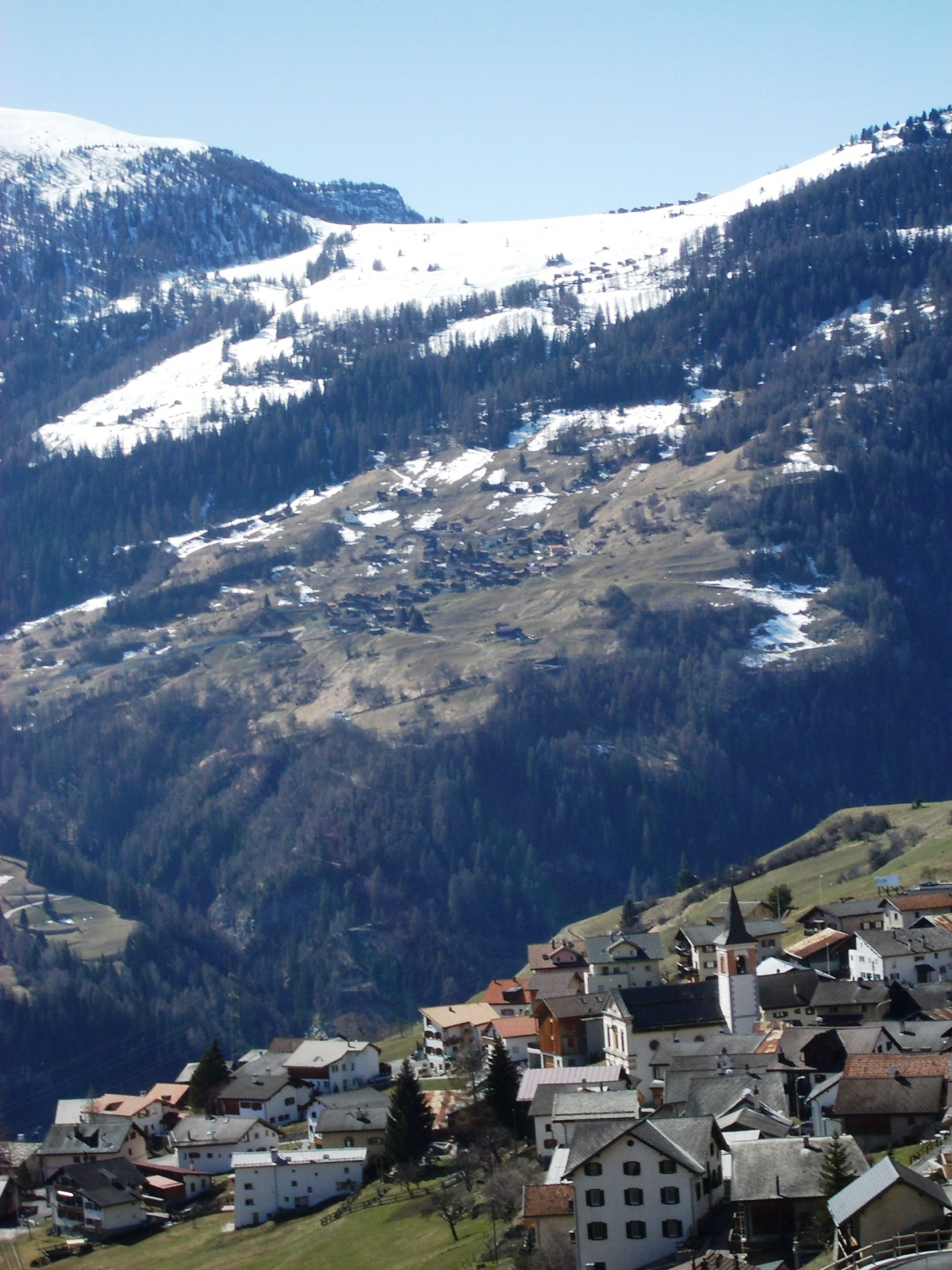